# Chino Hills
Chino Hills é uma cidade localizada no estado americano da Califórnia, no Condado de San Bernardino. Foi incorporada em 1 de dezembro de 1991.

## Geografia
De acordo com o United States Census Bureau, a cidade tem uma área de 115,9 km², onde 115,7 km² estão cobertos por terra e 0,2 km² por água.

### Localidades na vizinhança
O diagrama seguinte representa as localidades num raio de 16 km ao redor de Chino Hills. 

## Demografia
Segundo o censo nacional de 2010, a sua população é de 74 799 habitantes e sua densidade populacional é de 646,38 hab/km². Possui 23 617 residências, que resulta em uma densidade de 204,09 residências/km².